# 両津信用組合
両津信用組合（りょうつしんようくみあい）はかつて2010年3月まで存在し、新潟県佐渡市に本店を置いていた信用組合。合併時点の店舗数は本店の1か店のみだった。
2010年3月23日付をもって新潟縣信用組合に合併され、約83年の歴史に幕を下ろした。
ATMでは、しんくみ お得ねっと提携信用組合のカードによる出金は自組合扱いだった。

## 沿革
- 1927年9月 - 両津信用農業協同組合として設立。
- 1948年8月 - 産業組合法に基づいて、両津信用組合に改組。
- 1950年2月 - 中小企業等信用組合法に基づいて改組。
- 2010年2月19日 - 新穂支店を廃店。本店の1か店のみに[1]。
- 2010年3月23日 - 新潟縣信用組合に合併され、解散（旧両津信組本店は「縣信組両津支店」として開設）[2]。